# Växtsortsskydd
Växtsortsskydd är ett industriellt rättsskydd för nya växtsorter som fastställts genom Europarådets förordning nr 2100/94 med ändring av den 20 december 2007.
Systemet administreras med tillämpning av UPOV-konventionen
av Gemenskapens växtsortsmyndighet (CPOV), Comité de la Protection des Obtentions Végétales, som har sitt säte i den franska staden Angers. Skydd kan sökas och erhållas för lantbruksväxter, prydnadsväxter, köksväxter och fruktslag. Myndigheten kan medge sökanden en rätt, COMMUNITY PLANT VARIETY RIGHT (CPVR) till växtsorten, på samma sätt som för ett patent. Rätten ska beviljas för viss tid inte understigande 25 år; för vinrankor, träd och potatis 30 år. Rätten ska inte ersätta olika staters skydd utan ska gälla parallellt. För svensk del gäller skydd genom växtförädlarrättslagen (1997:306).
Av medlemsstaterna i Europeiska gemenskapen är det bara Grekland och Luxemburg som saknar gällande lagstiftning om växtförädlarrätt. Genom EU:s tillträde skyddas nu i 27 stater. CPVO tillämpat en öppenhetsstrategi, som innebär att förädlare och allmänheten får tillgång till handlingar samtidigt som man skyddar intressen i de fall där sekretess måste iakttas. Det senaste öppna sammanträdet ägde rum 17 juni 2009 i Bryssel. Beviljat växtsortsskydd publiceras i OFFICIAL GAZETTE OF THE CPVO.
I Sverige överklagas Statens jordbruksverks beslut i ärenden om växtsortsskydd genom besvär till Patentbesvärsrätten.